# Nester's Funky Bowling
Nester's Funky Bowling is een bowlspel ontwikkeld door Saffire Corporation en uitgegeven door Nintendo voor de Virtual Boy. Het werd alleen in Amerika uitgebracht op 26 februari, 1996, en was het twee-na-laatste Virtual Boy-spel dat is uitgekomen. Spelers besturen Nester, de mascotte van Nintendo Power, of zijn tweelingzus Hester, die het uitvechten om te zien we de beste is in bowlen. Het spel bevat de normale bowl-regels en drie modi - 'bowlen', 'uitdaging' en 'oefenen'. Alle drie de modi kunnen met één of twee spelers worden gespeeld.
Het spel werd wisselend ontvangen. Hoewel sommigen het een slecht of middelmatig spel vonden, zoals IGN en GamePro, vonden anderen het een goed spel vergeleken met andere Virtual Boy-spellen, zoals Nintendo Power en AllGame. De graphics werden vooral geprezen, maar het spel ontving kritiek wat bedreft het gemis van een opslagfunctie en de weinig spelmodi. Tips & Tricks gaf het spel een vijf van de tien qua zeldzaamheid.

## Gameplay
In Nester's Funky Bowling besturen spelers Nester, mascotte van Nintendo Power, of zijn tweelingzus Hester, die elkaar proberen te verslaan in bowlen. Zoals alle Virtual Boy-spellen, zijn de graphics van Nester's Funky Bowling rood-zwart en  gebruikt het spel parallax, een truck die een 3D-illusie creëert. Er zijn vier ranken die te verkrijgen zijn, zoals bij het normale bowlen - beginner, gemiddeld, gevorderd, en professioneel.
Er zijn drie speelmodi, waarvan ze allemaal met zowel één als twee spelers te spelen zijn. De modi zijn 'bowlen', 'uitdaging' en 'oefenen'. In 'bowlen' spelen spelers een normaal potje bowlen. In 'uitdaging' moeten spelers alle kegels in één keer om zien te gooien. De kegels worden telkens op steeds lastigere plaatsten neergezet. In 'oefenen' kunnen spelers uit 28 verschillende plaatsen kiezen waar de kegels worden neergezet. Wanneer er met twee spelers wordt gespeeld, moet het Virtual Boy-systeem om de beurt worden doorgegeven.